# Kościół Męczeństwa Świętego Jana Chrzciciela w Międzychodzie
Kościół Męczeństwa Świętego Jana Chrzciciela w Międzychodzie – jeden z dwóch kościołów rzymskokatolickich w mieście Międzychód. Należy do dekanatu międzychodzkiego. Mieści się przy ulicy 17 Stycznia.

## Historia
Świątynia została wybudowana w 1591 z cegły palonej. W 1635 została zniszczona przez pożar. Po odbudowie została konsekrowana w 1660. W 1750 została dobudowana niewielka kaplica od północy. W 1871 zamontowano w kościele nowe organy, które w 1901 przebudowano. W latach 1902 – 1904 kościół został rozbudowany o jednoprzęsłowe prezbiterium i transept. Budowla została ponownie konsekrowana w 1907 roku. W latach 1934 – 1935 prezbiterium zostało przedłużone w kierunku wschodnim i zostały zbudowane nawy boczne. Wybudowano też zakrystię i tylne wejście. W 1938 roku przeprowadzono remont organów.

## Wyposażenie
Do wyposażenia budowli należy rokokowa, polichromowana ambona z połowy XVIII stulecia; neobarokowy, trójdzielny prospekt organowy z drugiej połowy XIX stulecia; wczesnobarokowa płaskorzeźba drewniana ze sceną Narodzenia Pana Jezusa; późnorenesansowa kropielnica z początku XVII stulecia; obraz Ukrzyżowanego z drugiej połowy XVII stulecia; późnobarokowy ołtarz boczny (dawniej główny) z końca XVIII stulecia.